# Tellurure de cadmium
Le tellurure de cadmium (CdTe) est un matériau cristallin à structure cubique (de groupe d'espace F43m) composé de cadmium et de tellure.
Il s’agit d’un semi-conducteur de la famille des II-VI.

Le tellurure de cadmium est disponible commercialement sous forme de poudre ou sous forme de cristaux.

## Usages
Le CdTe  est utilisé pour de nombreuses applications, dont :
- cellules photovoltaïques en couches minces (construites sur le principe de la PIN) ;

développé depuis les années 1960, ce type de cellule présente des avantages (prix inférieur, flexibilité) et des inconvénients (utilisation de matériaux rares et à la toxicité potentiellement élevée) par rapport aux cellules à base de silicium ;
- optique (pour ses propriétés dans l'infrarouge notamment) ;
- les systèmes de détection infrarouge (HgCdTe) ;
- la détection de rayonnements ionisants (CdTe:Cl, CdZnTe) (spectrométrie et imagerie des rayons X et gamma) ;
- modulateurs électro-optiques ;
- « étiquettes moléculaires » en biologie médicale : des nanoparticules fluorescentes constituées de semi-conducteurs à base de cadmium  brillent lorsqu'elles sont frappées par une certaine lumière. Elles sont en train de devenir un outil standard de laboratoire pour étudier le comportement moléculaire de cellules vivantes ou marquer certaines cellules.
La luminosité de leur fluorescence, leur stabilité et la facilité avec laquelle on peut les modifier chimiquement ont aussi incité les chercheurs à explorer leur usage comme agents d'imagerie médicale et pour désigner des tumeurs[4]. Par exemple, un nanopolymère de tellurure de cadmium  recouvert de sulfure de zinc (CdTe/ZnS) sur lequel sont greffées des copies d’une petite protéine se liant à des protéines caractéristiques des nouveaux vaisseaux sanguins qui alimentent les tumeurs (vaisseaux qui se forment en réponse aux signaux des cellules tumorales) pourraient servir à détecter plus précocement certaines tumeurs et cancers. Ils pourraient aussi permettre aux chirurgiens de bien mieux distinguer (en fluorescence) les bords de la tumeur lors de la chirurgie (délimitation effective environ 20 min après injection chez la souris, en laboratoire)[5]. Reste à vérifier que ces nanopolymères n'ont pas d'effets dans d’autres parties de l'organisme, car le cadmium qu'il contient est a priori un puissant toxique à échelle nanométrique ; les chercheurs les ont modifiés en les recouvrant d’autres molécules biocompatibles, mais que deviennent ces molécules dans l’organisme ? D’après des travaux récents, les chimistes devraient mieux s'assurer que ces « revêtements » ne se dégradent pas ni ne puissent libérer leur cadmium dans l’organisme, surtout après qu’ils ont été excrétés par le corps. Plusieurs études ont montré, par exemple, que les nanoparticules persistent chez la souris durant au moins quatre mois après l'administration... Des produits de ce type pourraient à l’avenir s’ajouter aux nombreux résidus de médicament et de produits à usage médicaux excrétés par les patients traités ou testés dans les hôpitaux (hormones, radiotraceurs, antibiotiques, molécules anticancéreuses, etc.)[4].

## Le CdTe et la production de cellules photovoltaïques

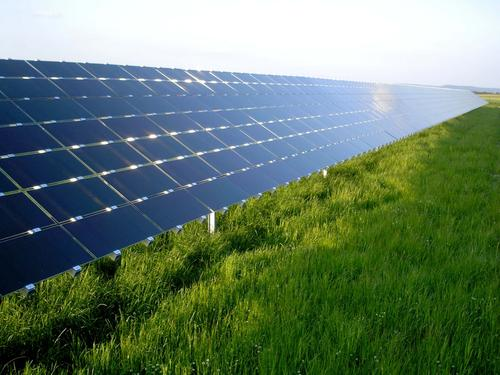
Panneau photovoltaïque en tellurure de cadmium.

Depuis quelques années, pour produire un panneau photovoltaïque, un nombre croissant d'entreprises recourent au tellurure de cadmium en tant que composé semi-conducteur, à la place du silicium. 

C'est en effet un produit très stable. Il accroit le rendement des panneaux, tout en diminuant leur coût, grâce à une meilleure capacité d'absorption de la lumière (maintien d’une bonne performance en cas de faible luminosité, le matin et en soirée notamment) et à un coefficient thermique bas. 
Une couche d'absorption en tellurure de cadmium est ainsi placée sur un support de verre puis couverte par une autre plaque de verre qui scelle hermétiquement le panneau. 

Les modes de production et d'utilisation du CdTe ont permis de réduire l'empreinte carbone des techniques de production de cellules et panneaux photovoltaïques. Dans le domaine des panneaux photovoltaïques, c'est la technique qui a l'empreinte carbone la plus basse pour le cycle de vie. Ce produit, en tant que dérivé du cadmium, est toxique. 

En cas d'incendie et de fusion des panneaux, grâce au fait que le film de tellurure de cadmium est placé entre deux couches de verre, grâce à une pression de vapeur très basse, et grâce à des points d'ébullition et de fusion élevés, les molécules toxiques risquent peu de contaminer l'environnement, et restent piégées dans la matrice de verre fondu [réf. nécessaire], mais le tellurure de cadmium, en raison d'une toxicité intrinsèque nécessite néanmoins - en amont et aval de la filière - d'être produit, utilisé et recyclé avec précaution.
Il est récupérable et recyclable, les filières de récupération et de recyclage apparaissent dans les années 2000, avec par exemple celle de First Solar qui annonçait dès 2008 recycler 90 % (en masse) des déchets de fabrication des modules, mais aussi les modules retournés (sous garantie ou en fin de vie), ceci via un programme complet et pré-financé.

## Propriétés physiques
Le CdTe présente plusieurs propriétés industriellement intéressantes :
- sa constante de réseau est de 0,648 nm à 300 K ; cette constante (souvent notée a) décrit  la distance entre atomes dans les réseaux cristallins. C'est un indicateur de compatibilité structurelle entre différents matériaux ;
- son module de Young est de 52 GPa, ce qui signifie qu’il présente une bonne élasticité par rapport au silicium notamment ;
- son coefficient de Poisson est de  0,41 ; c’est le coefficient qui caractérise la contraction de la matière perpendiculairement à la direction de l'effort appliqué.

### Propriétés magnétiques
Le CdTe intrinsèque est un semi-conducteur non magnétique. Néanmoins, il peut le devenir en le dopant avec des métaux de transition ou des terres rares (éléments de forte corrélation) et même parfois par des éléments non magnétiques tel que le carbone ou l'azote. Plusieurs études  ont été réalisées dans ce sens utilisant différentes techniques dont la méthode ab-initio,, ou la méthode de Monte Carlo.

### Propriétés thermiques
- Sa conductivité thermique, qui représente la quantité de chaleur transférée par unité de surface et par une unité de temps sous un gradient de température de 1 degré Celsius par mètre, est de 6,2 W m−1 K−1 à 293 K.
- Sa capacité thermique est de  210 J/(kg K) à 293 K.
- Son coefficient de dilatation thermique  (qui décrit sa possibilité d'absorber ou de restituer de l'énergie par échange thermique au cours d'une transformation pendant laquelle sa température varie) est de 5,9 × 10−6 K−1 à 293 K[11].

### Propriétés opto-électroniques

Fluorescence des spectres d’échantillons colloïdaux de CdTe de différentes tailles (augmentation d'environ à 20 nm de gauche à droite). Le décalage vers le rouge de la fluorescence est dû au puits de potentiel.

Le CdTe est transparent à certaines longueurs d’onde (dans l’infrarouge) et devient fluorescent à 790 nm de longueur d’onde. Si la taille des cristaux de CdTe est réduite à quelques nanomètres (ou moins), ses propriétés de boîte quantique, les pics de fluorescence passent dans le domaine du visible à l'ultraviolet.

## Propriétés chimiques
Le CdTe présente une très faible solubilité dans l'eau, mais sous forme de nanoparticule, il semble plus facilement produire un mélange homogène dans l'eau que d'autres nanoparticules testées.

Il peut être attaqué (ou gravé) par de nombreux acides, dont les acides chlorhydrique et bromhydrique, formant du tellurure d'hydrogène (qui est un gaz toxique).
Il peut être produit en nanocristaux susceptibles de poser des problèmes de santé environnementale.

## Toxicité
Tous les composés du cadmium sont a priori supposés toxiques. Ils peuvent l’être plus ou moins que le cadmium seul, selon les propriétés de la molécule, et selon le contexte.
Les données sur la toxicité du CdTe manquant, les autorités et organismes chargés de la réglementation dans les différents pays où ils existent se sont d’abord référés à la toxicité du cadmium (Cd) comme approximation car la toxicité spécifique du tellure est restée longtemps mal connue, jusqu’à ce qu’un usage accru de ce produit, pour les panneaux solaires notamment, fasse s’y intéresser les toxicologues (d’autant que c’est l’un des nombreux produits qui pourraient aussi bientôt être produits sous forme de nanoparticules).
Récemment une étude a comparé la toxicité du CdTe à celle du cadmium (chez le rat, en suivant une méthode standardisée et recommandée par l’OCDE et l’Environmental Protection Agency) pour mesurer les effets d’un produit sur la santé. La concentration létale de CdTe trouvée était de 2,71 mg·l-1, avec  une très faible variabilité entre les sexes. La dose létale moyenne attendue était supérieure à 2 000 mg·kg-1. Ces résultats, selon leurs auteurs, montrent clairement que CdTe est moins toxique que le cadmium, au moins en termes d'exposition aiguë.
Le tellurure de cadmium est toxique s'il est injecté ou ingéré (notamment à cause des acides stomacaux qui libèrent le cadmium en le rendant probablement plus bioassimilable, et du tellurure d’hydrogène (qui ne semble pas toxique) ou s’il est inhalé sous forme de poussières fines ou de nanoparticules pures (il est alors clairement cytotoxique), ou s’il n'est pas manipulé correctement (c'est-à-dire sans gants appropriés et autres mesures de sécurité).
De nouveaux problèmes pourraient être posés, s’il advenait que du tellurure de cadmium soit diffusé dans l’environnement sous forme non inertée de micropoudre ou de nanoparticules. En effet, aux échelles nanométriques, la toxicité ou l’écotoxicité d’un matériau peut souvent être très exacerbée. (Cela semble être le cas pour de nombreux métaux et d’autres molécules ne posant pas de problème sous leur forme « massive », dont l’or et l’argent par exemple). 
Le CdTe pourrait alors être un polluant potentiel de l’air, mais aussi de l’eau où en laboratoire et sous forme de nanopoudre (particules d’environ 5 nanomètres) longuement mixée dans l’eau, il adopte un comportement différent d’autres métaux ou alliages testés.
Une fois correctement inerté (dans une matrice ou encapsulé ou couvert d’un revêtement moléculaire s’il s’agit de nanoparticules) et tant qu’il y reste, le CdTe utilisé dans les procédés de fabrication ou médicaux est supposé inoffensif. Cependant, on ignore ce qu’il devient à moyen et long terme dans l’environnement s’il y est perdu. Et en amont des filières de fabrication, quand il est utilisé sous forme de micro-cristaux, poudre ou nanoparticules, il doit être manipulé avec toutes les précautions possibles.
Des études récentes confirment que la surface proportionnellement beaucoup plus réactive du tellurure de cadmium pur, quand il est présent sous forme de nanoparticule, le rend plus toxique (phénomène fréquent pour la plupart des nanoparticules).
Sa taille minuscule lui donne alors un comportement proche de ceux des gaz. Il peut alors facilement pénétrer les organismes et y produire d'importants dégâts (par des espèces réactives de l'oxygène) aux cellules ; ajouté sous forme de nanoparticules de CdTe pur, à des cultures de cellules humaines de cancer du sein, il déclenche d'importants dommages aux membranes cellulaires, aux mitochondries et  aux noyaux cellulaires. Et le métabolisme cellulaire diminuait proportionnellement au nombre de nanoparticules ayant pénétré les cellules, alors que cette diminution n’était pas corrélée avec le nombre d’ions Cd++ présents dans la cellule. 

La nature des dommages observés ne pouvait pas uniquement être expliquée par la seule toxicité chimique intrinsèque du cadmium, dont on pouvait néanmoins légitimement craindre que, sous forme d’ions Cd++ possiblement relargués par les nanoparticules CdTe, il ait des effets délétères sur la cellule. Mais in vitro, seuls les dégâts aux lysosomes  (visibles en microscopie) pouvaient être induits par les ions Cd++ (ainsi que par des espèces réactives de l’oxygène).  L’observation des cellules et de leur métabolisme évoquait plutôt un fort stress oxydatif pouvant être induit par la surface hautement réactive des nanoparticules de CdTe. Pour tester cette hypothèse, on a ajouté un puissant antioxydant aux cultures cellulaires ; et  en effet, cet antioxydant a alors empêché tous les dommages cellulaires observés dans la  première série d'expériences. La combinaison de ces deux phénomènes peut en tous cas, in vitro, conduire à la mort des cellules,.
Des films très fins de tellurure de cadmium pourraient dans certaines conditions recristalliser en un autre composé toxique du cadmium (chlorure de cadmium).

## Écotoxicité
Elle commence à peine à être explorée, mais on a récemment montré au Canada que la grande moule d’eau douce Elliptio complanata exposée à des nanoparticules de CdTe peut bioaccumuler ces molécules. Dans cette expérience, 14 % du Cd initialement introduit sous forme de CdTe a été retrouvé en phase dissoute, ce qui montre que le CdTe est moins stable dans l’eau qu’on ne le pensait. Le CdTe s’est montré aussi bioaccumulable par cette moule que le Cd sous forme ionique. On l’a retrouvé essentiellement dans les branchies et la glande digestive et les taux de métallothionéine (MT, la protéine qui capte les métaux dans les phénomènes naturels de détoxication chez de nombreuses espèces).
Chez cette espèce, la toxicité du CdTe a été comparée à celle du Cd sous forme CdSO4.

## Gestion du risque
L’un des secteurs utilisant le plus de CdTe est celui de la production de panneaux solaires. 
La gestion et élimination en toute sécurité à long terme du tellurure de cadmium est un problème connu dans la commercialisation à grande échelle de tellurure de cadmium et dans ce secteur en particulier. Selon les producteurs et gros utilisateurs, de sérieux efforts ont été faits pour comprendre et surmonter ces problèmes. Dès 2003, un document publié par le US National Institutes of Health incluait le CdTe dans le programme de toxicologie national des États-Unis (NTP ; National Toxicology Program), en collaboration avec First Solar Inc., l’une des entreprises productrices de panneaux comptant parmi les plus grands utilisateurs de CdTe, ceci avec le soutien du ministère chargé de l’énergie et du National Renewable Energy Laboratory (NREL). Les chercheurs du laboratoire national de Brookhaven (Brookhaven National Laboratory ou BNL)  ont conclu que l’usage à grande échelle des panneaux solaires en contenant ne présentait pas de risques pour la santé et l'environnement et que le recyclage des modules en fin de vie utile résorberait complètement les préoccupations environnementales. Au cours de leur fonctionnement, ces modules ne produisent pas de polluants, et, en outre, en remplaçant des combustibles fossiles ou d’autres sources moins propres et sûres, ils offrent d'importants avantages environnementaux. Les cellules photovoltaïques de ce type semblent même être le plus écologique de tous les usages actuels et connus du cadmium.
L’Union européenne et la Chine sont encore plus prudentes avec le cadmium. L’Europe considère le cadmium et tous ses composés  comme cancérigènes toxiques et les règlements en vigueur en  Chine ne permettent de produire du Cd que pour l'exportation,.

## Disponibilité
Le cadmium est largement disponible et peu coûteux (c’est notamment un déchet de raffinage du minerai de zinc). À l'heure actuelle, le prix des matières premières cadmium et tellure entre pour une proportion négligeable du coût des cellules solaires de type CdTe et d'autres produits contenant du CdTe. 
Toutefois, le tellure est un élément extrêmement rare (1 à 5 parties par milliard de la croûte terrestre (voir l’article abondances des éléments. On peut donc supposer que son prix ira croissant au fur et à mesure que sa demande grandira, ce qui explique en partie l’intérêt industriel pour le recyclage du CdTe.